# Wait a Minute
„Wait a Minute” este al șaselea și ultimul single extras de pe albumul de debut al grupului Pussycat Dolls, PCD. Acesta se intenționa a fi lansat doar în SUA, dar a fost decalat datorită succesului pe care în deținea „Buttons”. După succesul înregistrat de „I Don't Need a Man” în Europa și Oceania, s-a decis că va fi lansat și internațional. Cântecul nu s-a ridicat la nivelul predecesoarelor sale, atingând doar poziții de top 40 în majoritatea clasamentelor unde a activat. Melodia, a atins totuși prima poziție în România.

## Videoclipul

Pussycat Dolls în videoclipul melodiei „Wait a Minute”.

Videoclipul a fost filmat pe 8 și 9 octombrie 2006 în stașia de metrou Red Line din Los Angeles, California. Acesta începe prin pasarea unui dispozitiv audio Samsung YP-K5 de la o componentă la alta, în timp ce îl urmăresc pe Timbaland. Mai apoi, Nicole îl întâlnește pe Timbaland și încep să se tachineze. Fetele îl urmăresc în tren, și încep să danseze la barele acestuia. O mamă încearcă să-i acopere ochii fiului ei, pentru a-l împiedica să vizioneze acestă scenă, însă acesta îi înlătură mâna pentru a putea vedea. Atunci, grupul părăsește metroul și apare în mijlocul unei intersecții, blocând-o, mergând spremașina unde se află Timbaland. Atunci acesta părăsește vehiculul și începe să poarte o discuție cu Nicole, celelalte fete danând deasupra mașinii sale. Videoclipul se încheie în acord cu melodia, Nicole spunând că nu are nevoie de ce-i oferă Timbaland, însă și l-ar dori înapoi.

## Prezența în Clasamente
„Wait a Minute” nu s-a ridicat la nivelul celorlalte single-uri lansate de pe PCD. Acesta a obținut doar poziții de top 40 în clasamente unde predecesoarele sale au obținut poziții fruntașe. Single-ul nu a reușit să se claseze în top 10 în țări precum Australia, Belgia sau Noua Zeelandă, devenind astfel primul care eșuează să pătrundă în primele 10. „Wait a Minute” a ocupat poziții de top 40 în țări ca Australia, Belgia, Bulgaria, Finlanda, Germania, Olanda, Portugalia, România, SUA sau Suedia. În Finlanda, Olanda și România, cântecul a atins poziții de top 10. La nivel european, single-ul a atins poziția cu numărul 90.
În România, „Wait a Minute” a devenit repede un succes, atingând prima poziție în cea de-a noua săptămână. Astfel, melodia, a devenit cel de-al doilea #1 al grupului în această țară și cel de-al cincilea single de top 10. În United World Chart, single-ul a debutat pe locul 39, cu un total de 66,000 de puncte. „Wait a Minute” a rezistat în clasament doar o săptămână.

## Clasamente
| Clasament (2006-2007)     | Poziția maximă | Referință |
| ------------------------- | -------------- | --------- |
| Australian Singles Chart  | 16             | [ 1 ]     |
| Austrian Singles Chart    | 49             | [ 1 ]     |
| Belgium Singles Chart     | 18             | [ 1 ]     |
| Bulgarian Singles Chart   | 32             | [ 1 ]     |
| Dutch Top 40              | 7              | [ 1 ]     |
| EURO 200                  | 90             | [ 3 ]     |
| Finnish Singles Chart     | 3              | [ 1 ]     |
| German Singles Chart      | 27             | [ 1 ]     |
| New Zealand Singles Chart | 24             | [ 1 ]     |

| Clasament (2006-2007)            | Poziția maximă | Referință   |
| -------------------------------- | -------------- | ----------- |
| Polish National Top 50           | 28             | [ 5 ]       |
| Portuguese Singles Chart         | 17             | [ 1 ]       |
| Romanian Singles Chart           | 1              | [ 2 ]       |
| Swedish Singles Chart            | 21             | [ 1 ]       |
| Swiss Singles Chart              | 41             | [ 1 ]       |
| U.S. Billboard Hot 100           | 28             | [ 1 ] [ 6 ] |
| U.S. Billboard Pop 100           | 23             | [ 6 ]       |
| U.S. Billboard Hot Digital Songs | 20             | [ 6 ]       |
| United World Chart               | 39             | [ 4 ]       |

## Puncte obținute la nivel mondial
| Săpt. | Poziția | Puncte | Referință |
| ----- | ------- | ------ | --------- |
| #01   | 39      | 66,000 | [ 4 ]     |

## Lista Melodiilor
| - CD1 1. „Wait a Minute” (versiunea de pe album) 2. „Wait a Minute” (versiune cu Timbaland) 3. „Right Now” (versiune NBA) (2:25) 4. „Wait a Minute” (videoclip) | - CD2 1. „Wait a Minute” (versiunea de pe album) 2. „Wait a Minute” (versiune cu Timbaland) 3. „Wait a Minute” (instrumental) 4. „Wait a Minute” (videoclip) |

## Succesiuni
| Predecesor: „Illegal” de Shakira | Romanian Singles Chart single-uri clasate pe locul 1 12 martie 2007 – 18 martie 2007 | Succesor: „Say It Right” de Nelly Furtado |